# Chirgaon
Chirgaon (hindi चिरगाँव) – miasto w północnych Indiach w stanie Uttar Pradesh, na Nizinie Hindustańskiej.
Populacja miasta w 2001 roku wynosiła 14 105 mieszkańców.